# 박당강

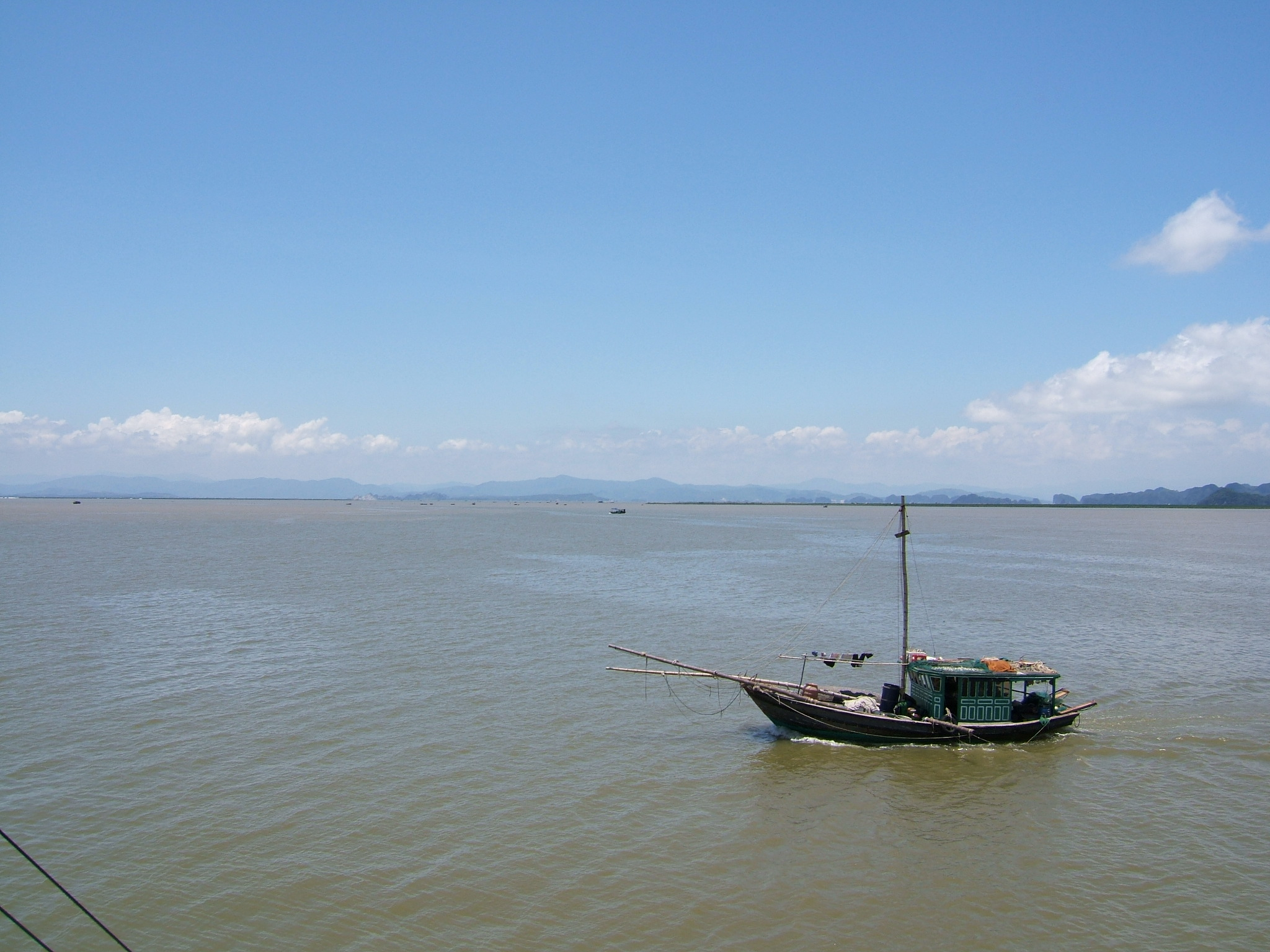
딘부에서 찍은 박당강

박당강(베트남어: Sông Bạch Đằng / 白藤江)은 베트남 북부 할롱만 근처에 위치한 강이다. 박당강은 꽝닌성 옌흥현을 관통하여 하이퐁의 투이응우옌현으로 흘러 나간다. 박당강의 타이빈강 수로 체계에 위치해 있다. 

## 역사
박당강은 베트남에서 중국 세력과 역사적으로 중요한 세 차례의 박당강 전투가 벌어졌던 배경이었다.
938년 전투에서는 응오 왕조와 오대십국의 남한과의 전투를 벌여 응오꾸옌이 결정적 승리를 거두면서 1000년에 가까운 중국의 베트남 지배를 종식시키고 독립을 쟁취했다.
981년 박당강 전투에서는 북송과의 전투를 치루었다.
1288년 전투에서는 쩐 왕조의 왕족이자 장군인 쩐흥다오가 원나라의 원정군을 물리치고 3차에 걸친 몽골의 침략을 종식시켰다.